# Paměť
Paměť je schopnost centrální nervové soustavy uchovávat a používat informace o předchozích zkušenostech. Jde o proces vštěpování (kódování), uchovávání (retence) a vybavování (reprodukce) zkušenosti.
Paměť se dělí jednak podle délky doby uchování zapamatovaného na senzorickou, krátkodobou, střednědobou a dlouhodobou; dále podle formy ukládání informací na vizuální, akustickou, sémantickou (ukládání významu informace) atd. Další variantou je rozdělení paměti na mechanickou a logickou.
Existují také poruchy paměti, jako je např.: hypomnézie (snížená paměť), hypermnézie (zvýšená paměť) a amnézie (částečná nebo úplná ztráta paměti).

## Fáze paměťového procesu

### Vštěpování (kódování)
Informace do paměti ukládáme v různé formě, např. vizuální, akustické, sémantické. Akustická forma bývá při učení výhodnější než vizuální, ovšem zdaleka nejúčinnější je zpracování co nejvíce smysly, při němž je pravděpodobnost trvalého vštípení informace nejvyšší. Výjimkou jsou malé děti, pro které je díky schopnosti přesného eidetického obrazu – obrazu ukládaného do paměti – výhodnější vizuální forma. Proto také vynikají v hrách jako je pexeso.
K lepšímu zapamatování a uchovávání informací v paměti používáme různé paměťové strategie. Prostým opakováním činnosti využíváme tzv. mechanickou paměť, zatímco uspořádáme-li informace do celků, k jejich zapamatování použijeme logickou paměť. Druhý způsob je dlouhodobě výhodnější, protože s věkem účinnost mechanické paměti klesá, zatímco logická paměť se zlepšuje s množstvím nastřádaných informací (proto je také vhodné začít s výukou cizích jazyků v mládí, protože ta stojí na schopnosti pojmout velké množství informací mechanickou pamětí). Z toho ale také vyplývá částečné zkreslování vnímání na základě dřívější zkušenosti. Lidé si např. více všímají informací, které potvrzují jejich dosavadní názory (tzv. konfirmační zkreslení).
Pro zapamatování nových informací je také klíčový spánek, protože při něm dochází ke konsolidaci (integraci do již existujících schémat) nových paměťových stop.

### Uchování (podržení)
Pro uchování informací je efektivní, když jsou informace v nějakém smysluplném celku. Snadněji vybavitelné a reprodukovatelné jsou informace, které pro nás mají význam a ten je dán motivací, osobními potřebami či spojením se silnějším citovým zážitkem. Dále si lze lépe zapamatovat to, co se člověk učí záměrně systematicky, promýšlením učiva a spojováním s příklady a s praxí. Naopak mechanicky vštípené informace z paměti rychleji mizí, nelze je vybavit, tj. dekódovat.

#### Zapomínání
Zapomínání samotné je vlastně vyhasínáním nervového spojení. U nedostatečně zařazené informace probíhá vytěsnění do nevědomí. Výzkumem zapomínání se zabýval německý psycholog Ebbinghaus. Jeho bádání v oblasti bezesmyslových slabik vedlo k objevu tzv. Ebbinghausovy křivky zapomínání. Podle ní nejvíce zapomínáme v prvních hodinách po naučení se něčemu, zatímco množství zapomenutého po 5 dnech a po měsíci se už liší jen málo.
Zapomenout (přepsat si paměť) není snadné oproti rozptýlení pozornosti.

### Vybavení (reprodukce)
K vybavení používáme asociace. Rozlišujeme dva typy vybavení:
1. znovupoznání (rekognice): rozpoznání podnětů a jejich odlišení od podnětů nových a neznámých
2. reprodukce: proces rekonstrukce zapamatovaného.

Reprodukce může být nepřesná, lidé mají tendence svoje vzpomínky doplňovat.

## Typy paměti
Rozlišuje se senzorická, krátkodobá a dlouhodobá paměť; někdy se k nim řadí ještě paměť střednědobá.

### Senzorická paměť
Senzorická (ultrakrátká) paměť je vědomá část paměti, která uchovává informace přicházející ze smyslů (člověku to, co před chvilkou viděl, na krátkou dobu takzvaně „zůstane před očima“). Ty jsou podrženy po dobu nezbytně nutnou ke zpracování a rozhodnutí, zda jsou informace důležité, tedy vhodné k dalšímu zpracování či nikoliv. Pokud ano, postupují dále do krátkodobé či dlouhodobé paměti.

### Krátkodobá paměť
Krátkodobá paměť (nebo také paměť pracovní, operativní) je vědomá aktivní část paměti, ve které se odehrává většina psychických procesů (např. řešení aktuálních problémů). Zpracovávají se v ní informace dodané senzorickou pamětí a informace vyvolané z paměti dlouhodobé, která není dostupná vědomě. Krátkodobá paměť dokáže uchovat vjemy smyslových orgánů a emoce pomocí přeměny (kódování) v mentální reprezentace. Ty může paměť dále zpracovávat a uchovávat.
Krátkodobá paměť je omezena na 5–9 prvků (tzv. magické číslo 7±2), které při zamezení opakování uchová na 15–20 sekund. Kapacitu lze zvýšit spojováním prvků do logických celků (např. mnemotechnické pomůcky). Pro zachování informace v krátkodobé paměti je třeba si informaci opakovat (tzv. fonologická smyčka), jinak je paměťová stopa nenávratně ztracena.
Tříjednotkový model krátkodobé paměti udává 3 mechanismy zpracování:
- fonologická smyčka – dočasně ukládá zvukové a řečové informace
- vizuoprostorový náčrtník – dočasně ukládá vizuálně prostorové informace
- centrální výkonnostní smyčka – třídí a specifikuje krátkodobé informace

### Dlouhodobá paměť
Dlouhodobá paměť je relativně pasivní část paměti uchovávaná v nevědomí. Její kapacita je hypoteticky neomezená. Ukládá významné zkušenosti, např. poznatky nutné k vykonávání nějaké činnosti či poznatky životně důležité. Vštěpování informace do dlouhodobé paměti trvá přibližně 30 minut, a může probíhat buďto záměrně (např. mechanickým opakováním – memorováním), nebo bezděčně. Lépe zapamatovatelné jsou smysluplné obsahy a logické celky, což může vést ke zkreslování vzpomínek. Při začleňování nových informací se totiž proměňují i stávající znalosti. Lépe se také pamatují poznatky, které mají citový nádech a které jsou často vybavovány. Takové informace paměť považuje za důležité a tudíž i nutné k dlouhodobému uchování. Ve skutečnosti může v neuronech docházet k zánětu a změnám DNA, což chemicky dlouhodobou paměť vytváří. Biologicky staví dlouhodobá paměť na strukturální nebo molekulární změně dendritů (části neuronu). Začíná přibližně od 4 let.
Zajímavé je, že mozek si informace ukládá do dlouhodobé paměti během spánku. Je proto velkou chybou mnoha studentů, pokud se učí na úkor spánku, který je nezbytný pro uložení látky do dlouhodobé paměti. Uvádí se, že k tomu, aby se informace uložily do dlouhodobé paměti, je potřeba přinejmenším 6hodinový spánek.
Organizace údajů v dlouhodobé paměti
1. implicitní paměť (procedurální paměť) – slouží k zapamatování dovedností a pravidel, pomocí nichž lze tvořit nové smysluplné celky. Informace v ní uložené jsou hůře verbálně vyjádřitelné. Implicitní paměť je vývojově starší, odolnější a relativně nezávislá na paměti explicitní (jak dokazují případy lidí s amnézií). Vštípení do implicitní paměti může probíhat i nevědomě.
  - procedurální paměť – obsahuje dovednosti, postupy a návyky (např. jízda na kole). Je alokovaná v neuronální oblasti středního mozku (nucleus caudatus a putamen)
  - jednoduché klasické podmiňování – uchovává informace pomocí emočního podmiňování (asociace mezi emocemi a vnějšími vlivy – pokus Eduarda Claparèda) či pohybového podmiňování. Funkce části mozku amygdaly a cerebella.
  - senzibilizace (primming, roznětková paměť) – zcitlivění vůči relativně novým podnětům. Dává přednost podnětům, které byly, byť i v obměněné podobě, poznány dříve (vybavování pomocí nápovědy). Umístění v oblasti senzorické oblasti mozkové kůry (neokortex).
  - neasociativní učení – reflexní reakce

2. explicitní paměť (deklarativní paměť) – uchovává vzpomínky a faktické znalosti. Informace v ní jsou verbálně vyjádřitelné a před vštípením musí projít vědomím.
  - sémantická paměť – obsahuje obecná fakta (např. Pythagorova věta), bez vztahu k místu a času vštípení. Organizace informací do větších celků probíhá do postojů, schémat a scénářů (např. sociální), které poté ovlivňují vštěpování informací nových. Vybavování poznatků je částečně nevědomě ovlivněno vnějším situačním kontextem (prostředí v němž došlo k zapamatování) a vnitřním kontextem (nálada, emoce). Vědomosti se tak lépe vybavují pokud se nacházíme ve stejném prostředí či emocionálním stavu jako při vštípení (efekt kongruence).
  - epizodická paměť – uchovává informace o událostech, zahrnující rozměr časový, prostorový a citový
    - autobiografická paměť – obsahuje vzpomínky na vlastní život (osobní zážitky). Tyto informace jsou doprovázené emocemi, které ovlivňují schopnost znovuvybavení (zábleskové vzpomínky).